# 居里 (塔拉迪加縣)
居里（英語：Curry）是一個位於美國阿拉巴馬州塔拉迪加縣的非建制地區。該地的面積和人口皆未知。

## 地理
居里的座標為33°29′11″N 86°01′02″W / 33.48639°N 86.01722°W，而該地的平均海拔高度為164米（即538英尺）。